# أماريلدو
أماريلدو تافاريس دا سيلفيرا (بالبرتغالية: Amarildo Tavares da Silveira) (29 يونيو 1939 -)، لاعب كرة قدم برازيلي. يلعب كمهاجم ولد في كامبوس في ريو دي جانيرو، بدأ أماريلدو مسيرته الكروية مع في عام 1957 ولعب لعدة أندية وهي : نادي غويتاكاز ونادي فلامنغو ونادي بوتافوغو ونادي فاسكو دي غاما ثم لعب في إيطاليا مع أندية إيه سي ميلان وفيورنتينا ونادي روما، وفاز بكأس إيطاليا مع إيه سي ميلان في عام 1967، والدوري الإيطالي في عام 1969 مع نادي فيورنتينا، كما درّب فريق التّرجي الرّياضي التّونسي بين سنة 1985 وسنة 1988.
و مع منتخب البرازيل لكرة القدم فاز أماريلدو بكأس العالم لكرة القدم 1962، ولعب في المباراة النهائية كبديل لبيليه المصاب.

## روابط خارجية
- أماريلدو على موقع الاتحاد الدولي (مؤرشف)  (الإنجليزية)
- أماريلدو على موقع الاتحاد الأوربي (الإنجليزية)
- أماريلدو على موقع قاعدة بيانات كرة القدم.إي يو (الإنجليزية)
- أماريلدو على موقع ناشيونال فوتبول تيمز (الإنجليزية)